# Trimma flavatrum
Trimma flavatrum es una especie de peces de la familia de los Gobiidae en el orden de los Perciformes.

## Morfología
Los machos pueden llegar a alcanzar los 2,3 cm de longitud total.

## Hábitat
Es un pez de mar y de clima subtropical que vive hasta los 8 m de profundidad.

## Distribución geográfica
Se encuentra desde el Japón hasta Australia.

## Costumbres
Forma pequeños bancos y, a veces, mezclado con  Trimmer tevegae .

## Observaciones
Es inofensivo para los humanos.